# Cerkiew Opieki Bogurodzicy w Kružlovej
Cerkiew Opieki Bogurodzicy w Kružlovej – nieistniejąca drewniana greckokatolicka cerkiew filialna wzniesiona w XVII lub XVIII w. w Kružlovej. 
Czas budowy dokładnie nieustalony. Przyjmuje się czas powstania na XVII w. lub na początek XVIII w. Była to budowla drewniana konstrukcji zrębowej, dwudzielna. Nawa na rzucie wydłużonego prostokąta, z wyodrębnionym wewnętrznie, o połowę niższym babińcem, w którego przedłużeniu słupowy przedsionek. Wieża słupowo-ramowa o pochyłych ścianach, z dwoma słupami nośnymi umieszczonymi wewnątrz babińca oraz dwoma w przedsionku. Namiotowy hełm wieży zwieńczony cebulasto. Nad nawą i prezbiterium dachy namiotowe łamane uskokowo zwieńczone analogicznie jak na wieży.
Cerkiew rozebrano w 1940. 